# CAS Corporation
CAS Corporation — южнокорейский производитель весоизмерительной техники, в том числе электронных весов, аксессуаров и компонентов весовых систем, упаковочного оборудования и конвейерных систем. Оборудование корпорации поставляется более чем в 100 стран мира.

## История
- 1983 — Основание компании
- 1985 — Правительственная награда в области промышленности
- 1987 — Впервые в Корее начат экспорт электронных весов
- 1989 — Постановление правительства Кореи о сертификации компании
- 1990 — Утверждение компании в качестве производителя электронных весов в Корее. Получены северо-американские сертификаты качества NTEP и UL
- 1992 — Правительственное награждение за экспорт продукции в объеме 10 млн долларов США. Разработаны первые корейские торговые весы с печатью этикеток
- 1993 — Открыто представительство в России
- 1994 — Открытие фабрики по производству тензометрических датчиков
- 1996 — Открытие фабрики в Шанхае
- 1997 — Впервые в Корее получен сертификат качества ISO 9001
- 1999 — Получен сертификат Y2K за предприимчивость
- 2000 — Получен сертификат Европейского Союза по поверке
- 2002 — Утверждена калибровочная лаборатория Центром аккредитации Кореи «KOLAS»
- 2003 — Выход на рынок измерительных приборов для науки и техники
- 2005 — Начало поставок новой флагманской модели весов CL5000 в Европу